# Miconia trichophora
Miconia trichophora är en tvåhjärtbladig växtart som beskrevs av Henry Allan Gleason. Miconia trichophora ingår i släktet Miconia och familjen Melastomataceae.
Artens utbredningsområde är Colombia. Inga underarter finns listade i Catalogue of Life.